# Candelaria (Reyes)
Candelaria ist eine Ortschaft im Departamento Beni im Tiefland des südamerikanischen Andenstaates Bolivien.

## Lage im Nahraum
Candelaria ist der bevölkerungsreichste Ort des Kanton Cavinas im Municipio Reyes in der Provinz Ballivián. Candelaria liegt etwa auf einer Höhe von 160 m am rechten, östlichen Ufer des Río Beni, vier Kilometer flussaufwärts von der Mündung des Río Madidi.

## Geographie
Candelaria liegt im bolivianischen Teil des Amazonasbeckens nördlich der Gebirgsketten des Landes in einem ganzjährig humiden Klima.
Die mittlere Durchschnittstemperatur der Region liegt bei 26 °C (siehe Klimadiagramm Rurrenabaque) und schwankt nur unwesentlich zwischen 23 °C im Juni und Juli und gut 27 °C von Oktober bis Dezember. Der Jahresniederschlag beträgt knapp 2000 mm, mit einer ausgeprägten Regenzeit von Dezember bis März mit 200–300 mm Monatsniederschlag und niedrigsten Monatswerten knapp unter 100 mm von Juli bis September.

## Verkehrsnetz
Candelaria liegt in einer Entfernung von 711 Straßenkilometern westlich von Trinidad, der Hauptstadt des Departamentos.
Von Trinidad führt die weitgehend unbefestigte Nationalstraße Ruta 3 über 281 Kilometer in westlicher Richtung bis Yucumo. Von dort führt die Ruta 8 in nördliche Richtung über Rurrenabaque, Reyes und Comunidad Australia bis nach Riberalta und Guayaramerín an der brasilianischen Grenze.
Nach 360 Kilometern zweigt sechs Kilometer vor Comunidad Australia eine unbefestigte Landstraße nach Norden ab und führt auf weiteren 70 Kilometern bis Candelaria.

## Bevölkerung
Die Einwohnerzahl der Ortschaft ist in den vergangenen beiden Jahrzehnten um ein Viertel zurückgegangen:
| Jahr | Einwohner | Quelle       |
| ---- | --------- | ------------ |
| 1992 | 253       | Volkszählung |
| 2001 | 241       | Volkszählung |
| 2012 | 195       | Volkszählung |
| 2024 |           | Volkszählung |